# Manto (esposa de Tiberí)
D'acord amb la mitologia grega, Manto fou una endevina itàlica, muller del rei Tiberí (o del déu-riu Tíber) i mare d'Aucne. Va donar nom a la ciutat de Màntua. Sovint era confosa amb Manto, filla de Tirèsias.